# Мајкрол (Северна Каролина)
Мајкрол (енгл. Micro) град је у америчкој савезној држави Северна Каролина.

## Демографија
По попису из 2010. године број становника је 441, што је 13 (-2,9%) становника мање него 2000. године.
| Група             | 2000.       | 2010.       |
| Белци             | 400 (88,1%) | 341 (77,3%) |
| Афроамериканци    | 35 (7,7%)   | 55 (12,5%)  |
| Азијати           | 0 (0,0%)    | 1 (0,2%)    |
| Хиспаноамериканци | 18 (4,0%)   | 42 (9,5%)   |
| Укупно            | 454         | 441         |